# ジャニーズ銀座
『ジャニーズ銀座』（ジャニーズぎんざ）は、2010年より東京のシアタークリエにて毎年恒例で行われている舞台公演。ジャニーズ事務所に所属する若手の登竜門とされている。

## 概要
初演は2010年5月に、森光子主演の舞台『放浪記』が本人の体調不良により中止となり、森と親交のあるジャニーズ事務所がその代替公演として、所属タレントによるプロデュース公演の開催を発表し、公演を行ったのが始まりである。2010年より同会場、同時期にて毎年行われており、2012公演より現在の『ジャニーズ銀座』の名称を使用し、公演を行っている。

## ファン感謝ライブ in シアタークリエ（2010年）
主演は、内博貴とA.B.C-Zが務めた。またA.B.C-Zにとっては、初主演、初プロデュース作品となった。
ゴールデンウィーク ライブスペシャル 内博貴 with Question? 『オレの内（ウチ）に来てクリエ！』〜Come on a my House!〜
企画・構成は内博貴。
- 5月1日 - 5月9日：内博貴 with Question?

フレッシュジャニーズJr.フェスティバル A.B.C-Zプロデュース 『みんなクリエに来てクリエ！』
A.B.C-Zがプロデュース。全35公演。
- 〔PART 1〕5月11日 - 19日・24日 - 26日・31日：A.B.C-Z
- 〔PART 2〕5月21日 - 26日：They武道、Mis Snow Man、ジャニーズJr./A.B.C-Z
- 〔PART 3〕5月28日 - 31日：フレッシュジャニーズJr./A.B.C-Z

## みんなクリエに来てクリエ！2011
【PART 1】A.B.C-Zプロデュース 海外ツアー凱旋公演
A.B.C-Zプロデュース
- 4月29日 - 5月5日：A.B.C-Z

【PART 2】北山宏光×藤ヶ谷太輔 スペシャルライブ
- 5月7日 - 10日、5月21日 - 22日：北山宏光、藤ヶ谷太輔

【PART 3】A.B.C-Zプロデュース パーソナル
A.B.C-Zメンバーが日替わりで公演をプロデュースする。
13日：河合プロデュース「笑えないコント編（笑）」、14日：戸塚プロデュース「作詞作曲編」、15日：橋本プロデュース「Vocal編」、17日：塚田プロデュース「アクロバット編」、18日：五関プロデュース「Dance編」
- 5月13日 - 18日：A.B.C-Z

【PART 4】A.B.C-Zプロデュース with 真田佑馬・野澤祐樹〈Mis Snow Man〉、ジャニーズJr.
- 5月23日 - 29日：真田佑馬・野澤祐樹（Mis Snow Man）、ジャニーズJr.（Hip Hop JUMP、森本慎太郎）

## ジャニーズ銀座 Youの前にはMeがいる！（2012年）
日程
- 4月27日 - 30日：Kis-My-Ft2（千賀健永、宮田俊哉、横尾渉、二階堂高嗣）
- 5月4日 - 6日：関西ジャニーズJr. 1組（藤井流星、小瀧望、竹本慎平、新垣佑斗、向井康二、金内柊真、室龍太、中間淳太）
- 5月8日 - 10日、15日 - 17日：A.B.C-Z〈ABC座 東京凱旋公演〉
  - DVD『ずっとLOVE』〈初回限定盤〉にダイジェスト映像が収録されている。

- 5月11日 - 13日：A.B.C-Z with noon boyz
- 5月22日・23日・25日、29日 - 31日：内博貴 with Question?
- 5月26日 - 28日：関西ジャニーズJr. 2組（桐山照史、重岡大毅、神山智洋、中間淳太、濵田崇裕）
- 5月18日 - 20日・6月1日 - 3日：A.B.C-Z with ジャニーズJr.

## Live House ジャニーズ銀座（2013年）
日程
△は参加しない日あり。
- 【スペシャルバージョン】4月28日：松島聡、マリウス葉、その他
- 【A】4月29日・30日：noon boyz（真田佑馬、野澤祐樹）＋ジャニーズJr.《Part1》（森本慎太郎△、田中樹、京本大我△、髙地優吾）
- 【B】5月1日・2日・8日・9日・15日・16日・29日・30日：Sexy Boyz（神宮寺勇太、岩橋玄樹、岸優太、宮近海斗△、中村嶺亜、松倉海斗、松田元太、羽生田挙武、倉本郁、高橋颯、林一平）、角田侑晟、岡本カウアン、井上瑞稀、橋本涼、羽場友紀、林蓮音、金田耀生、玉元風海人
- 【C】5月3日 - 5日：中山優馬
- 【D】5月6日 - 9日：ふぉ〜ゆ〜
- 【E】5月10日・24日・6月1日・2日：ジェシー、松村北斗
- 【F】5月13日・14日：屋良朝幸、They武道（山本亮太、林翔太、江田剛）
- 【G】5月17日 - 19日：ジャニーズﾞJr.《Part2》（岩本照、安井謙太郎、萩谷慧悟、森田美勇人、深澤辰哉、諸星翔希）
- 【H】5月20日・21日：Travis Jr.（宮近海斗、阿部顕嵐、梶山朝日、中村海人、吉澤閑也）
- 【I】5月22日・23日：内博貴、石垣大祐、後藤泰観、川島如恵留△、七五三掛龍也△、仲田拡輝△、松本幸大△、池田優△
- 【J】5月27日 - 31日：Snow Man（岩本照、深澤辰哉、宮舘涼太、渡辺翔太、阿部亮平、佐久間大介）
- 【K】5月12日・16日：松島聡、マリウス葉、Sexy Boyz、森本慎太郎△、田中樹、京本大我△、髙地優吾

## ジャニーズ銀座2014
日程
【I】は設定無し。
- 【A】4月28日 - 5月1日・30日：Sexy Boys（岩橋玄樹、神宮寺勇太、岸優太、宮近海斗、阿部顕嵐）
- 【B】5月3日 - 6日：中山優馬
- 【C】5月7日 - 8日：Johnnys' Sound（京本大我、諸星翔希、増田良、小林瑞生、小川優、石田直也、岸孝良、石垣大祐、後藤泰観）
- 【D】5月9日 - 11日・28日・29日：ジャニーズJr.《Part1 & Part2》（萩谷慧悟、安井謙太郎、松村北斗、京本大我、野澤祐樹、森本慎太郎、諸星翔希、田中樹、髙地優吾）
- 【E】5月12日 - 15日：ふぉ〜ゆ〜（福田悠太、辰巳雄大、越岡裕貴、松崎祐介）
- 【F】5月16日 - 18日・26日・27日：Sexy Champ（ジェシー、増田良、半澤暁、真田佑馬、森田美勇人、岡本カウアン、アンダーソン、山倉沙瑠芙）
- 【G】5月19日 - 21日：They武道（山本亮太、江田剛、林翔太）
- 【H】5月24日・25日・31日・6月1日：Sexy Age（平野紫耀、永瀬廉）/ Sexy Jr.（中村嶺亜、髙橋海人）
- 【J】6月2日 - 4日：Snow Man（岩本照、深澤辰哉、阿部亮平、渡辺翔太、宮舘涼太、佐久間大介）

## ジャニーズ銀座2015
座長は平野紫耀、永瀬廉、髙橋海人、岩橋玄樹、神宮寺勇太、岸優太の6名。
日程
- 【A】4月24日 - 26日、5月31日 - 6月1日：平野紫耀、永瀬廉、髙橋海人、岩橋玄樹、神宮寺勇太、岸優太、ジャニーズJr.（橋本涼、井上瑞稀、稲葉愛弥、菅田琳寧、本高克樹、村木亮太、前田航気）
- 【B】5月8日 - 10日・17日：ジェシー、マリウス、増田良、半澤暁、シャルフ、長妻怜央、谷村龍一、カウアン
- 【C】4月30日 - 5月1日・3日・4日：ジェシー、松村北斗、森本慎太郎、田中樹、髙地優吾
- 【D】5月5日・6日・15日・16日：宮近海斗、阿部顕嵐、梶山朝日、中村海人、吉澤閑也
- 【E】5月27日 - 29日：Snow Man（岩本照、深澤辰哉、阿部亮平、渡辺翔太、宮舘涼太、佐久間大介）
- 【F】5月19日 - 21日：They武道（山本亮太、江田剛、林翔太）
- 【G】4月27日 - 29日・5月2日：ふぉ〜ゆ〜（福田悠太、辰巳雄大、越岡裕貴、松崎祐介）
- 【H】5月23日 - 25日：野澤祐樹、安井謙太郎、森田美勇人、萩谷慧悟、諸星翔希、岸孝良、石垣大祐、後藤泰観、小川優
- 【I】5月22日："MAD"（池田優、松田幸大）、MADE（秋山大河、稲葉光、冨岡健翔、福士申樹）、森田美勇人、仲田拡輝、川島如恵留、七五三掛龍也
- 【J】5月12日 - 14日：松島聡、松田元太、松倉海斗、高橋颯、田島将吾、中村嶺亜、羽生田挙武

## ジャニーズ銀座2016
日程
- 【A】4月29日 - 5月1日：HiHi Jet（橋本涼・井上瑞稀・羽場友紀・猪狩蒼弥）、Classmate J（岩﨑大昇、髙橋優斗、今野大輝、松井奏、佐々木大光、和田優希、松尾龍、五十嵐玲央、藤井直樹）
- 【B】5月2日 - 5日：Travis Japan（森田美勇人、川島如恵留、仲田拡輝、七五三掛龍也、宮近海斗、阿部顕嵐、梶山朝日、中村海人、吉澤閑也）
- 【C】5月6日・21日・22日・31日：Love-tune（安井謙太郎、萩谷慧悟、真田佑馬、森田美勇人）
- 【D】5月7日・8日：天才Genius（本高克樹、村木亮太、菅田琳寧）、ジャニーズJr.（中村嶺亜、高橋颯、羽生田挙武）
- 【E】5月10日・11日：MADE（秋山大河、稲葉光、冨岡健翔、福士申樹）
- 【F】5月12日 - 15日：Prince（岩橋玄樹、神宮寺勇太、岸優太）
- 【G】5月17日 - 20日：Snow Man（岩本照、深澤辰哉、渡辺翔太、宮舘涼太、佐久間大介、阿部亮平）
- 【H】5月24日 - 26日：They武道（山本亮太、江田剛、林翔太）
- 【I】5月27日 - 30日 SixTONES（ジェシー、京本大我、松村北斗、森本慎太郎、田中樹、髙地優吾）

## ジャニーズ銀座2017
日程
- 【A】4月29日 - 5月5日：HiHi Jet（橋本涼、井上瑞稀、猪狩蒼弥、髙橋優斗）、東京B少年（那須雄登、佐藤龍我、藤井直樹、岩崎大昇、浮所飛貴、金指一世）
- 【B】5月6日 - 10日：Travis Japan（宮近海斗、吉澤閑也、梶山朝日、中村海人、川島如恵留、七五三掛龍也、森田美勇人）
- 【C】5月11日 - 17日：Love-tune（安井謙太郎、萩谷慧悟、真田佑馬、森田美勇人、諸星翔希、長妻怜央、阿部顕嵐）
- 【D】5月18日 - 20日：MADE（秋山大河、稲葉光、冨岡健翔、福士申樹）
- 【E】5月21日 - 25日：宇宙Six（山本亮太、江田剛、林翔太、松本幸大、目黒蓮、原嘉孝）、MADE
- 【F】5月26日 - 28日：宇宙Six
- 【G】5月30日 - 6月4日：Snow Man（岩本照、深澤辰哉、渡辺翔太、宮舘涼太、佐久間大介、阿部亮平）

## ジャニーズ銀座2018 観なきゃソン！ボクたちの作るジャニカルとスペシャルショータイム
「ジャニカル」とはジャニーズソングにのせてオリジナルストーリーを上演する新企画のこと。
日程
- 【A】4月29日 - 5月6日・12日・13日・19日・26日・27日・6月2日・3日：HiHi Jets（橋本涼、井上瑞稀、猪狩蒼弥、髙橋優斗、作間龍斗）、東京B少年（那須雄登、佐藤龍我、浮所飛貴、岩崎大昇、藤井直樹、金指一世）
- 【B】5月8日・10日・15日・18日・20日・22日・23日・29日・6月1日：東京B少年
- 【C】5月9日・11日・16日・17日・25日・30日・31日：HiHi Jets
- 【『7 MEN 侍』やったぜ!追加公演!!】5月24日：7 MEN 侍

## ジャニーズ銀座2019 Tokyo Experience
プロデュースはジャニー喜多川が務める。ステージのコンセプトはジャズ喫茶だが、演出はメンバーが自分たちで考えている。2019年5月21日のHiHi Jetsの公演で通算500回公演に達した。
日程
- 【A】4月28日 - 5月6日：美 少年（那須雄登、佐藤龍我、金指一世、藤井直樹、浮所飛貴、岩崎大昇）
- 【B】5月8日 - 12日：少年忍者（川﨑皇輝、北川拓実、内村颯太、ヴァサイェガ渉、ブランデン 他総勢25人）
- 【C】5月13日 - 26日：HiHi Jets（橋本涼、井上瑞稀、猪狩蒼弥、髙橋優斗、作間龍斗）
- 【D】5月27日 - 6月2日：7 MEN 侍（中村嶺亜、菅田琳寧、本髙克樹、佐々木大光、五十嵐玲央、今野大輝、矢花黎）

## ジャニーズ銀座2020 Tokyo Experience
新型コロナウイルス感染拡大の影響により、全公演の中止が発表された。
日程
- 【A】5月1日・2日、30日、31日：少年忍者
- 【B】5月3日 - 7日：7 MEN 侍（中村嶺亜、菅田琳寧、本髙克樹、佐々木大光、今野大輝、矢花黎）
- 【C】5月8日 - 10日：佐藤新、影山拓也、横原悠毅、松井奏、椿泰我、基俊介、鈴木大河
- 【D】5月12日 - 17日：美 少年（岩﨑大昇、佐藤龍我、藤井直樹）
- 【E】5月19日 - 24日：美 少年（那須雄登、浮所飛貴、金指一世）
- 【F】5月26日・27日：ヴァサイェガ渉、川﨑皇輝、北川拓実、織山尚大、黒田光輝
- 【G】5月28日・29日：元木湧、安嶋秀生、内村颯太、深田竜生、檜山光成、平塚翔馬、豊田陸人、青木滉平

## ジャニーズ銀座2021 Tokyo Experience
2021年に2年ぶりの公演が予定され、ポスターも公開されていたが、4月25日から5月11日まで新型コロナウイルス感染拡大による緊急事態宣言が発令されたことを受け、初日の5月2日から9日までの少年忍者による公演、および5月10日・11日の7 MEN 侍による公演は中止となった。
日程
- 【A】5月2日 - 9日：少年忍者（ヴァサイェガ渉、川﨑皇輝、北川拓実、織山尚大、黒田光輝、元木湧、安嶋秀生、内村颯太、深田竜生、檜山光成、平塚翔馬、青木滉平、豊田陸人、小田将聖、田村海琉、久保廉、山井飛翔、瀧陽次朗、稲葉通陽、鈴木悠仁、川﨑星輝、長瀬結星）
- 【B】5月10日・12日、13日 - 16日：7 MEN 侍（中村嶺亜、菅田琳寧、本髙克樹、佐々木大光、今野大輝、矢花黎）
- 【C】5月17日 - 23日：Lil かんさい（嶋﨑斗亜、西村拓哉、大西風雅、岡﨑彪太郎、當間琉巧）
- 【D】5月24日 - 30日：IMPACTors（佐藤新、影山拓也、鈴木大河、基俊介、椿泰我、横原悠毅、松井奏）